# Буденброкови
„Буденброкови“ (на немски: Buddenbrooks: Verfall einer Familie) е роман на Томас Ман, написан през 1901 г., за който авторът получава Нобелова награда за литература през 1929 г.
Това е първият роман на Томас Ман.